# Richard Wesley, 1:e baron Mornington
Richard Colley Wesley, 1:e baron Mornington, född omkring 1690, död den 31 januari 1758 i Dublin, var en irländsk politiker. Han var far till Garret Wellesley, 1:e earl av Mornington.
Richard Colley, som 1728 antog namnet Wesley, var 1727—1746 irländsk parlamentsledamot och upphöjdes 1746 till irländsk peer (baron Mornington). Han gjorde sig känd som filantrop och upprättade 1748 åt sina underhavande vid Trim en bland de första arbetsskolorna på Irland.